# Barbara Jelenkovich
Barbara Jelenkovich (Trieste, 26 novembre 1961) è una disegnatrice e illustratrice italiana.

## Biografia
Dopo l'Istituto Statale d'Arte di Trieste ha frequentato l'Accademia di belle arti di Venezia diplomandosi in Decorazione.
Pubblica il suo primo libro nel 1985.
Da allora ha pubblicato più di 190 titoli che sono stati tradotti in 39 lingue.
Dal 1993 illustra tutti i libri di Giovanna Zordan, che scrive per l'editore giapponese Gakken.

## Attività artistiche
Nel 1996 ha progettato e realizzato insieme a Emma Bresola i costumi per lo spettacolo "In fondo al mare", liberamente ispirato a "Il Mio Primo Libro Dei Numeri" edito dalla casa editrice DeAgostini di Milano e messo in scena dalla compagnia Lupus in fabula nel luglio 1996 presso la Scuola Materna Comunale di Domio (TS).
Nel 2006, con le illustrazioni del libro "A busy awakening" edito dalla casa editrice Gakken di Tokyo (Giappone) nel 2003, è stato realizzato il cartone animato in DVD “Toto the Hedgehog”, pubblicato dalla Kyowon Jem Club di Seoul (Korea).
Nel 2010, dalle illustrazioni del libro "Der Froschkönig", edito da arsEdition di Monaco di Baviera (Germania) nel 2006, è stata realizzata la scenografia per lo spettacolo del Festival di Moritzburg Concerto Per Famiglie “Il Principe Ranocchio vi invita al Ballo del Giglio d'acqua”, andato in scena il 14 agosto 2010 presso la Fabbrica Trasparente di Volkswagen a Dresda.
Nel 2011 ha progettato e realizzato quattro maschere per il Teatro Nuovo Giovanni da Udine in occasione della mostra “Di segno in sogno: l'arte di Alberto Savinio”. 
Nel 2011, dal libro "San Nicolò e il Piccolo Krampus", edito dalla Società filologica friulana di Udine nel 2008, è stato realizzato l'omonimo spettacolo teatrale messo in scena dal Gruppo Teatro Pordenone Luciano Rocco e i bambini del Circolo Didattico di San Vito al Tagliamento presso l'Antico Teatro Sociale G.G.Arrigoni di San Vito al Tagliamento. 
Nel 2018 lo spettacolo è stato replicato dal Gruppo Teatro Pordenone Luciano Rocco a Palazzo Mantica a Udine, come evento conclusivo del Festival di Letteratura per Bambini "Fruts".

## Premi e riconoscimenti
Nel 1993 ha ricevuto la speciale segnalazione d'onore al Premio Nazionale di Poesia e Fiaba "ALPI APUANE".
Nel 1996 ha vinto il 3º Premio "Un libro fantastico per l'infanzia", Premio Nazionale di Poesia e Fiaba "ALPI APUANE", per le illustrazioni del libro "Il Mio Primo Libro Dei Numeri", Istituto Geografico DeAgostini, Milano, 1996.
Nel 2003 il libro "Una battaglia all’ultimo sangue", Mondadori (casa editrice), MI, 2001 è stato selezionato da AIB. Nati per leggere, guida dei libri consigliati 2003.
Nel 2009 la Biblioteca Civica Vincenzo Joppi di Udine, Sezione ragazzi, ha scelto l’immagine I bambini del mondo per le attività legate alla manifestazione Vicino lontano, Premio Terzani.
Nel 2009 il libro "Sai perché? I cinque sensi", La Coccinella, Milano, 2007 è stato eletto Libro del mese di settembre 2009 del sito www.schule-bw.de.
Nel 2010 i libri "Mein erstes Bauernhof-Wörterbuch", arsEdition, München (Germania), 2007 e "Was gehört wozu? Auf dem Land", arsEdition, München (Germania), 2010 sono stati scelti dalla giuria dell'Associazione Information.medien.agrar e.V. (i.m.a) ed inseriti nell'elenco dei libri consigliati “Landwirtschaft im Kinderbuch: Empfehlenswerte Titel –L'agricoltura nel libro per bambini, titoli consigliati”.
Nel 2013 ha vinto il primo AIMH Monthly Art Contest: JUNE 2013 con le illustrazioni del libro "He can't help sleeping", Gakken, Tokyo, 1995.
Nel 2015 ha vinto il primo BBP's Artists Contest: SEPTEMBER 2015.
Nel 2015 il libro "Wer sucht mit? Bei mir zu Hause", arsEdition, München (Germania), 2011, è stato eletto Kinderbuch des Monats März (libro del mese, marzo 2015) dal sito www.terrorpueppi.de.
Nel 2019 il libro "Tür auf, tür zu!" edito da Coppenrath nel 2016 e appositamente riedito nel 2019, ha vinto il concorso "Stiftung Lesen" del Bundesministerium fur Bildung und Forschung (Ministero Tedesco per l’istruzione e la ricerca).
Nel 2019 ha vinto l'Excellent work prize e le opere sono state esposte nella mostra e pubblicate nel catalogo "Back to nature", CICLA China International Children’s Literature Award Shanghai (Cina).
Nel 2020 la sua opera "Casa di bambù" ha ricevuto la menzione d'onore nella mostra "In arte bambù", Labirinto della Masone di Fontanellato,e pubblicata nel catalogo, Franco Maria Ricci Editore.
Nel 2020 ha vinto l'Excellent work prize e le opere sono state esposte nella mostra e pubblicate nel catalogo "I believe", CICLA China International Children’s Literature Award Shanghai (Cina).

## Opere scelte
Si possono reperire 200 titoli pubblicati in tedesco ed alcune traduzioni in ungherese nel catalogo online della Biblioteca nazionale tedesca.
- Susanne Gernhäuser, Mein großes Sachen suchen: Die Jahreszeiten, Ravensburger, Ravensburg, 2019
- Evelyn Frisch, Mit Bäcker Emil in der Backstube, Tessloff, Nürnberg, 2018
- Sonja Fiedler-Tresp, Ich gehe in die Kinderkrippe, arsEdition, München 2014
- Hör mal, schau mal! So ist es am Meer, Coppenrath, Münster, 2015
- Beim Arzt, Loewe, Bindlach, 2004
- Was machen wir heute?, Carlsen Verlag, Hamburg, 2014
- Giovanna Zordan, A summer adventure, Gakken, Tokyo,2007
- Giovanna Zordan, A busy awakening, Gakken, Tokyo, 2003
- Giovanna Zordan, The circus is coming!, Gakken, Tokyo,2001
- Giovanna Zordan, The adventure of Penguin Kid, Gakken, Tokyo, 1999
- Giovanna Zordan, He can't help sleeping, Gakken, Tokyo, 1995
- Giovanna Zordan, Une zornade cun Berte, Società filologica friulana, Udine, 2014
- Gabriele Clima, Tira e indovina, La Coccinella, Milano, 2008
- Gabriele Clima, Tira e racconta, La Coccinella, Milano, 2008
- Jeanne Willis, Ma chi c'è nel gabinetto?, Arnoldo Mondadori Editore, Milano, 2008 (copertina)
- Giovanna Mantegazza, In Vacanza con il Fuoristrada, La Coccinella, Milano, 2002
- Allegra Panini, Il segreto dei colori, Arnoldo Mondadori Editore, Milano, 2001
- Allegra Panini, Una battaglia all'ultimo sangue, Arnoldo Mondadori Editore, Milano, 2001
- Il mio primo libro dei numeri, Istituto Geografico DeAgostini, Milano, 1996
- Allegra Panini, I canti delle balene, Arnoldo Mondadori Editore, Milano, 2002
- Allegra Panini, Il viaggio del cibo, Arnoldo Mondadori Editore, Milano, 2002
- Allegra Panini, Una nuova regina, Arnoldo Mondadori Editore, Milano, 2001
- Allegra Panini, Amici di penna, Arnoldo Mondadori Editore, Milano, 2001
- Allegra Panini, Un vero campione di nuoto, Arnoldo Mondadori Editore, Milano, 2001
- Allegra Panini, Conchiglie nei marciapiedi, Arnoldo Mondadori Editore, Milano, 2001